# Asger Karstensen
Asger Kristen Karstensen (22. marts 1874 i Gelsted på Fyn – 9. september 1945 i København) var en dansk redaktør og politiker.
Karstensen var søn af personel kapellan i Gelsted, senere sognepræst i Lille Heddinge Sogn Jens Frederik Karsten Karstensen (1840-1905) og Povline Marie Lassen (1845-1896) og var dermed sønnesøn af Kristen Karstensen. Han blev student fra Birkerød Kost- og Latinskole 1894 og tog filosofikum 1895. 1896-98 var han redaktør af Jacob Scavenius' blad Tidens Krav, fra 1899 redaktør og udgiver af Unio-Korrespondancen, 1895-98 formand for Det unge Højre, 1903-15 medarbejder ved Nationaltidende og fra henholdsvis 1907 og 1911 leder af to upolitiske blades, Sjællands Stiftstidendes og Landmændenes eget Blads, hovedadministration.
Fra juni 1915 til juli 1920 var han redaktør af Frederiksborg Amts Tidende og fra 1926 politisk knyttet til Aalborg Stiftstidende.
Han var uden at opnå valg opstillet som Højres kandidat til Folketinget i Ærøskøbing 1901 og Roskildekredsen 1903 og 1906. 1918-20 var Karstensen medlem af Folketinget valgt på Lolland for Det Konservative Folkeparti og 1917-21 medlem af Københavns Borgerrepræsentation. 1907-20 var han formand for Den konservative Vælgerforening i 7. kreds. I 1920 brød han imidlertid med sit parti på grund af gentagne personangreb fra partifæller. I 1934 blev Karstensen medforpagter af Venstrebladet Langelands Avis og var 1932 og 1935 Venstres folketingskandidat på Langeland.
Fra 1921 var han medlem af Købmandsbankens repræsentantskab.
Hans erindringer Et Liv i Politik udkom i 1940.